# Revolta de Réveillon
A revolta de Réveillon foi uma série de motins populares iniciados no dia 26 e com eclosão a 28 de abril de 1789 na fábrica e residência de Jean-Baptiste Réveillon, de onde tirou seu nome. É considerada como evento precursor da queda da Bastilha e, portanto, em escala maior, da própria Revolução Francesa.
Motivada pelo aumento do preço do pão, sua ocorrência contudo derivou da falsa interpretação de uma fala do industrial Réveillon de que este pretenderia baixar os salários de seus empregados.

## Causas da revolta
Em 1786 foi assinado um tratado de comércio com a Inglaterra, fazendo com que as importações de produtos têxteis a baixos preços saturasse o mercado francês de forma que em poucos anos as importações do Reino Unido quintuplicassem; em 1789 a situação econômica francesa piorou drasticamente após um inverno bastante rigoroso, fazendo com que o preço do pão subisse de forma exorbitante: fome e risco de desemprego deixavam os ânimos acirrados nos bairros populares de Saint-Antoine e Saint-Marcel, que foram piorando com a exclusão do povo das reuniões do terceiro estado durante as Assembleias Gerais, destinadas à reunião em Versalhes dos Estados Gerais.
Foi numa dessas reuniões dos eleitores do terceiro estado, a 23 de abril, que um discurso de Réveillon foi mal interpretado e serviu de estopim ao quadro de grande tensão que se vivia: numa das versões ele teria evocado os velhos tempos onde os trabalhadores recebiam o equivalente a 15 centavos de dólar ao dia em vez dos 25 que pagava então; noutra, ele teria sugerido que fosse eliminada a restrição à importação do trigo, fazendo assim baixar o preço do pão, o que o permitiria baixar os salários. Em ambas as hipóteses logo se espalhou o boato de que Réveillon estava defendendo a redução dos salários dos trabalhadores. Na noite daquele mesmo dia seu nome é repetido aos gritos em cabarés e locais de trabalho, fazendo explodir o descontentamento.

## A revolta
Assim, na noite entre os dias 26 e 27 de abril sua efígie e também as de Henriot são queimadas na Place de Grève sob gritos e palavras de ordem, diante da Câmara Municipal e sob a vigilância da polícia e guardas; no dia seguinte as tropas tiveram que dar passagem à carruagem do Duque de Orleans (embora dentro dela estivesse na verdade sua esposa, Marie-Adelaide), e a multidão se aproveitou para entrar: a casa e fábrica de Réveillon são saqueadas e queimadas.
O historiador Emmanuel de Waresquiel descreveu esse momento: "Em 28 de abril de 1789, todo o Faubourg Saint-Antoine é como que tomado de assalto por milhares de pessoas, padarias são roubadas, o cordão de tropas arrombado e a casa de Jean-Baptiste Réveillon saqueada de alto a baixo: espelhos, móveis, carpintaria, janelas, caves. Pegaram os talheres. Queimaram tudo o que pode ser queimado e acenderam grandes fogueiras nos jardins".
As tropas então reagem e tem início o confronto, do qual resultaram doze mortes e oitenta feridos entre os policiais e um número incerto de rebelados - fontes variam entre cem a duzentos mortos, o que torna o confronto mais letal de toda a Revolução (excetuando-se, obviamente, os momentos em que as execuções superaram esse número); em menos de três meses os mesmo moradores do lugar irão atacar a Bastilha e desencadear a Revolução.